# Gheorghe Cosma
Gheorghe Cosma (n. 26 februarie 1892, loc.  Pogada, jud. Tutova - d. 1 iulie 1969, București) a fost un general român, care a luptat în al doilea război mondial.

## Educație
În 1914 absolvă cursurile Școlii Militare de Artilerie, Geniu și Marină, iar în 1924 pe cele ale Școlii Superioare de Război.

## Grade Militare
- 1914 - Sublocotenent.
- 1916 - locotenent.
- 1917 - căpitan.
- 1924 - maior.
- 1934 - locotenent-colonel.
- 1938 - colonel.

## Funcții deținute
- 10 martie 1939 - 28 august 1941; 15 decembrie 1941 - 26 ianuarie 1942 - Șef de Stat Major al Inspectoratului General Tehnic.
- 28 august - 15 decembrie 1941 - Comandant al Regimentului 6 Artilerie.
- 26 ianuarie 1942 - 1 aprilie 1943 - Comandant al Brigăzii 9 Artilerie.
- 1 aprilie - 1 septembrie 1943 - Comandant al Centrului de Instrucție al Artileriei.
- 1 septembrie - 31 octombrie 1943 - Comandant al Brigăzii 13 Artilerie.
- 1 noiembrie 1943 - 24 august 1944 - Comandant al Artileriei Corpului 7 Armată.
- 24 august - 24 septembrie 1944 - Prizonier de Război în URSS.
- 1 octombrie 1944 - 15 martie 1945 - Comandant al Artileriei Corpului de Munte.
- 15 martie - 8 mai 1945 - Comandant al Artileriei Armatei a 4-a.
- 8 mai - 3 iulie 1945 - Comandant al Diviziei 18 Infanterie.
- 3 iulie - 1 septembrie 1945 - Comandant al Diviziei 19 Infanterie.
- 1 septembrie 1945 - 9 august 1946 - La dispoziția Secretariatului General al Ministerului de Război.

A luptat în timpul bătăliei pentru cucerirea Odessei de către armata română, apoi la Cotul Donului, unde s-a adaptat foarte repede la situația de criză în care se găseau trupele române în urma puternicei ofensive sovietice. A susținut cu artileria pe care o comanda, eforturile de apărare ale infanteriei române. A fost înaintat la gradul de general de brigadă la 23 martie 1944.
La 24 august 1944 a fost luat prizonier de către sovietici, pe frontul din Moldova, în timp ce se retrăgea spre noile poziții ordonate de Marele Stat Major. Luarea sa în prizonierat de către sovietici s-a făcut în mod abuziv, deoarece armata română încetase acțiunile de luptă împotriva sovietelor cu o zi înainte, la 23 august 1944. A fost luat prizonier în apropiere de Târgu Neamț și ținut închis la Bistricioara până pe 24 septembrie 1944, când a fost eliberat.
După eliberarea sa, a primit comenzi pe frontul de vest, luptând împotriva fostului aliat german. A fost înaintat la gradul de general de divizie la 16 aprilie 1947, cu vechimea de la 10 mai 1946.
Generalul de divizie Gheorghe Cosma a fost trecut în cadrul disponibil la 9 august 1946, în baza legii nr. 433 din 1946, și apoi, din oficiu, în poziția de rezervă la 9 august 1947.
În anul 1955 a fost judecat de Tribunalul militar Iași, într-un proces instrumentat de comuniștii din România, care conduceau țara la acea vreme. Generalul Cosma a fost găsit însă nevinovat și achitat.

## Distincții
- Ordinul „23 August” clasa a III-a (10 august 1964) „pentru merite deosebite în opera de construire a socialismului, cu prilejul celei de a XX-a aniversări a eliberării patriei”[3]